# Juba (tireur d'élite)
Pour les articles homonymes, voir Juba.
Juba (جوبا) est le nom de guerre d'un tireur d'élite irakien impliqué dans l'insurrection irakienne représentée dans plusieurs vidéos apparues pour la première fois à la fin de l'année 2005 sur internet. 
On ignore encore si Juba est un individu réel ou fictif, car au moins deux personnes ont revendiqué être Juba après leur arrestation, ce qui suggère qu'il puisse être un composé fictif de plusieurs insurgés. On pense que certains tireurs s'attribuent le nom de « Juba »  lorsqu'ils font des films dans un but de propagande, afin de montrer un air d'invincibilité envers leur ennemi, quoique cette information elle-même puisse être de la contre-propagande (qui consisterait à faire croire que Juba n'existe pas pour discréditer ses exploits).

## Première vidéo
En novembre 2005, une vidéo de l'Armée islamique en Irak est apparue sur Internet. La vidéo nous montre des soldats américains atteints par des tirs attribués à Juba. La vidéo commence par une déclaration du personnage : « j'ai neuf balles dans cette arme à feu et j'ai un présent pour George Bush. Je vais tuer neuf personnes. Je le fais pour que les téléspectateurs puissent le voir. Dieu est grand ! Dieu est grand ! ». Après cela, des scènes séparées commencent, nous montrant plusieurs tirs atteignant des soldats, qui s'écroulent ensuite.

## Deuxième vidéo
Une seconde vidéo de Juba a été diffusée sur Internet fin octobre 2006. La vidéo contenait un entretien avec le supposé commandant de la division des tireurs d'élite de Bagdad, puis la vidéo montre de nombreux combattants armés en cours de formation à l'utilisation de fusils de précision. La vidéo montre Juba revenant d'une mission en restant visage masqué, écrivant le nombre 37 sur un mur. Le tireur d'élite s'assoit alors pour faire une entrée à la manière d'un journal télévisé. Il se met ensuite à écrire une lettre en arabe destinée aux téléspectateurs. La vidéo dit qu'il y a des douzaines de tireurs embusqués servant dans l'Armée islamique en Irak et dans d'autres factions irakiennes. Le reste du film montre de nombreuses scènes de soldats américains atteints par le tireur embusqué avec de la musique en fond sonore. Le commandant des tireurs embusqués de Bagdad explique que ses hommes sont inspirés et formés dans une certaine mesure par le livre The Ultimate Sniper du commandant américain John Plaster (en), tireur d'élite pendant la guerre du Viêt Nam, aujourd'hui retraité.

## Troisième vidéo
La troisième vidéo, d'une durée d'environ 20 minutes, est apparue sur internet le 19 décembre 2007, le jour de la fête de l'Aïd. Elle est sous-titrée en anglais, français, allemand, espagnol, turc, italien, et même en chinois. La vidéo débute par une courte introduction mettant en scène une vingtaine d'hommes à l'entrainement sur fond de chant islamique en arabe. Vient ensuite le commandant de la division des tireurs d'élite de Bagdad, le même que sur la deuxième vidéo. (Image) Il s'adresse au peuple américain en langue arabe. Son discours porte essentiellement sur la communication, il affirme que le gouvernement américain cache la vérité à ses citoyens, sur les chiffres par exemple. Il s'interroge : « que se passerait-il pour l'opinion si CNN diffusait quelques scènes des vidéos du sniper de Bagdad ? » Son discours est interrompu à plusieurs reprises par les fameuses vidéos montrant les snipers en action. Dans les vidéos, la police et l'armée irakienne alliées à l'armée américaine sont également visées.

## Succès inattendu
Du fait que Juba ne cible que des militaires, il est considéré pour beaucoup d'irakiens comme un héros, ces vidéos ont connu, via internet, un succès retentissant dans le monde entier. Depuis sa première apparition en 2005, il règne une certaine psychose chez les soldats américains.

## La capture présumée
La rumeur selon laquelle Juba a été capturé le 2 juin 2005 a couru. Un tireur d'élite irakien, dissimulé dans un fourgon garé à une distance de 75 à 100 mètres de distance du soldat américain Stéphane Tschiderer, a tiré sur lui en utilisant un fusil avec une lunette de visée. Tschiderer a été touché, mais ses blessures étaient minimes en raison de son gilet pare-balles. Les soldats de son unité ont commencé à chercher les insurgés. L'unité a localisé le fourgon et a découvert une cache d'où il était possible de tirer en restant caché confortablement. Ce fourgon avait été rempli avec de nombreux matelas pour assourdir le son d'un fusil de précision Dragunov, dont le tireur se servait à travers un trou juste assez grand pour lui permettre de viser sa cible. Le conducteur du fourgon a été arrêté et le tireur, blessé, a été capturé après une brève poursuite par Tschiderer et son unité. 

## Sa reprise
Pendant la semaine du 17 au 24[Quand ?], Juba a refait surface. En effet, au cours de cette semaine, 12 soldats sont tombés sous les balles d'un sniper.
Le 29 novembre 2006, un homme nommé Ali Nazar Al-Jubori (ou Mazar Jubouri) a été arrêté par le ministère de l'Intérieur irakien, qui a affirmé qu'il s'agissait du « tireur isolé de Bagdad », alias Juba. Cette information a été démentie par la suite par l'Armée islamique en Irak.